# 襄阳站
襄阳站，曾称襄樊站、樊城站，位于中华人民共和国湖北省襄阳市樊城区前进路，是中国铁路武汉局集团直属的客货运一等站，于1960年启用。襄渝铁路、焦柳铁路、汉丹铁路三条国铁干线在此交汇，担当襄阳铁路枢纽内旅客列车的始发、终到及通过作业，办理小运转列车的到发、解编作业及货场、专用线的调车取送作业。

## 历史

### 早期历史
1958年中共湖北省委决议修建汉丹铁路（汉襄铁路）后，当时仍称为襄樊市的襄阳市是丹江口水利枢纽建设物资的重要中转地，因而全线襄樊—丹江段的工程尤为关键:48。另外铁四院也规划洛宜（今焦柳铁路）、川豫（今襄渝铁路）在襄樊接轨，襄樊铁路枢纽及襄樊车站也需要现代化的设计，经多方研究襄樊市及铁路部门终于定下车站的格局，并于当年11月开工:49,51。
1960年5月汉丹铁路襄阳—丹江段通车时在车站举行了仪式:61，当年6月1日车站开站运营，时称樊城站:284。开站初期随汉丹铁路襄樊—丹江段隶属于丹江口水利工程局，至1965年车站内有到发线2条并有一座简易站房，车站的旅客、货物运输量很小，仅有隔日开行的客车和不定期开行的货车:284:401。此后车站进行了一轮扩建，1966年1月1日汉丹铁路全线通车，车站移交于汉丹线铁路管理处，同时更名为襄樊站，并定为直属于管理处的三等车站:401。当年6月1日郑州铁路局将汉丹线铁路管理处改组为襄樊铁路分局，车站又为襄樊分局的直属车站:43。

### 铁路枢纽区段站

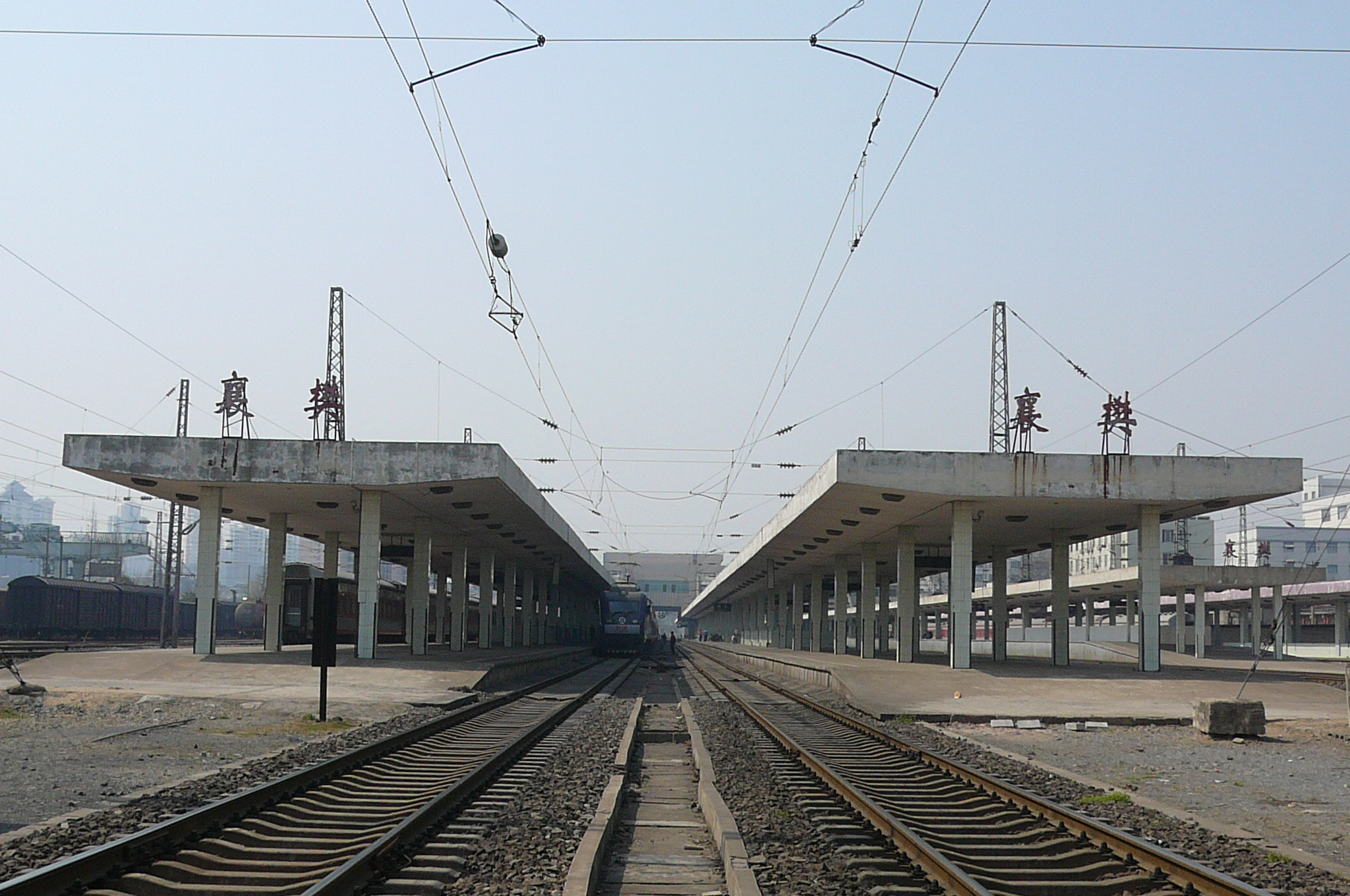
更名前的襄樊车站（2011年摄）

1969年，襄樊铁路枢纽与焦枝铁路（今焦柳铁路）同时开始动工兴建，1970年焦枝铁路通车，在车站与汉丹铁路接轨，随着汉丹铁路通车后的运量增长，既有车站设备已经不能满足要求:43。1971年车站扩能为区段站，同时升格为二等客货运站:162:35。1970年代，焦枝、襄渝两条铁路相继通车接入襄樊铁路枢纽，因而客货运量逐步增长，车站也随之扩建:401。
1980年，车站完成大规模改建，新的站房开始投入使用，部分站线上架设了接触网，这使得车站拥有了容纳电力机车的能力:401。1981年，车站升为一等站:35:162。在“七五”计划、“八五”计划期间，车站新设或更新了车站高架候车厅、雨棚、中央空调系统、站线轨枕等旅客服务设施，并在到发线以东兴建了一座集装箱货场，兼营零担等综合性业务:401-402。
2005年3月18日，铁道部撤销襄樊、武汉两个铁路分局合并成立新的武汉铁路局，此后车站改由武汉铁路局直属:21:35。2007年春运前，车站的站舍外立面及火车站广场改造工程全部完工。2011年6月8日起，车站更名为襄阳站，而原襄阳站更名为襄阳南站:284。

## 车站设施

### 站房
襄阳站站房整体呈东西向布局:284，站房全宽135米，其顶端矗立着四个钟楼。主站房的正面采用了廊柱结构，表面安装了四块与襄阳有关的三国人物故事浮雕。车站共有2层，1层外侧从左至右分别为出站口、进站口以及售票厅，内侧左侧为第一候车室，右侧为母婴候车室；1层中央为通向2层的阶梯，2层左右分别为第二候车室与第三候车室，候车厅可容纳13600人同时候车:284。另设有贵宾、软席、母婴、军人、老弱残等候车区。

### 站场

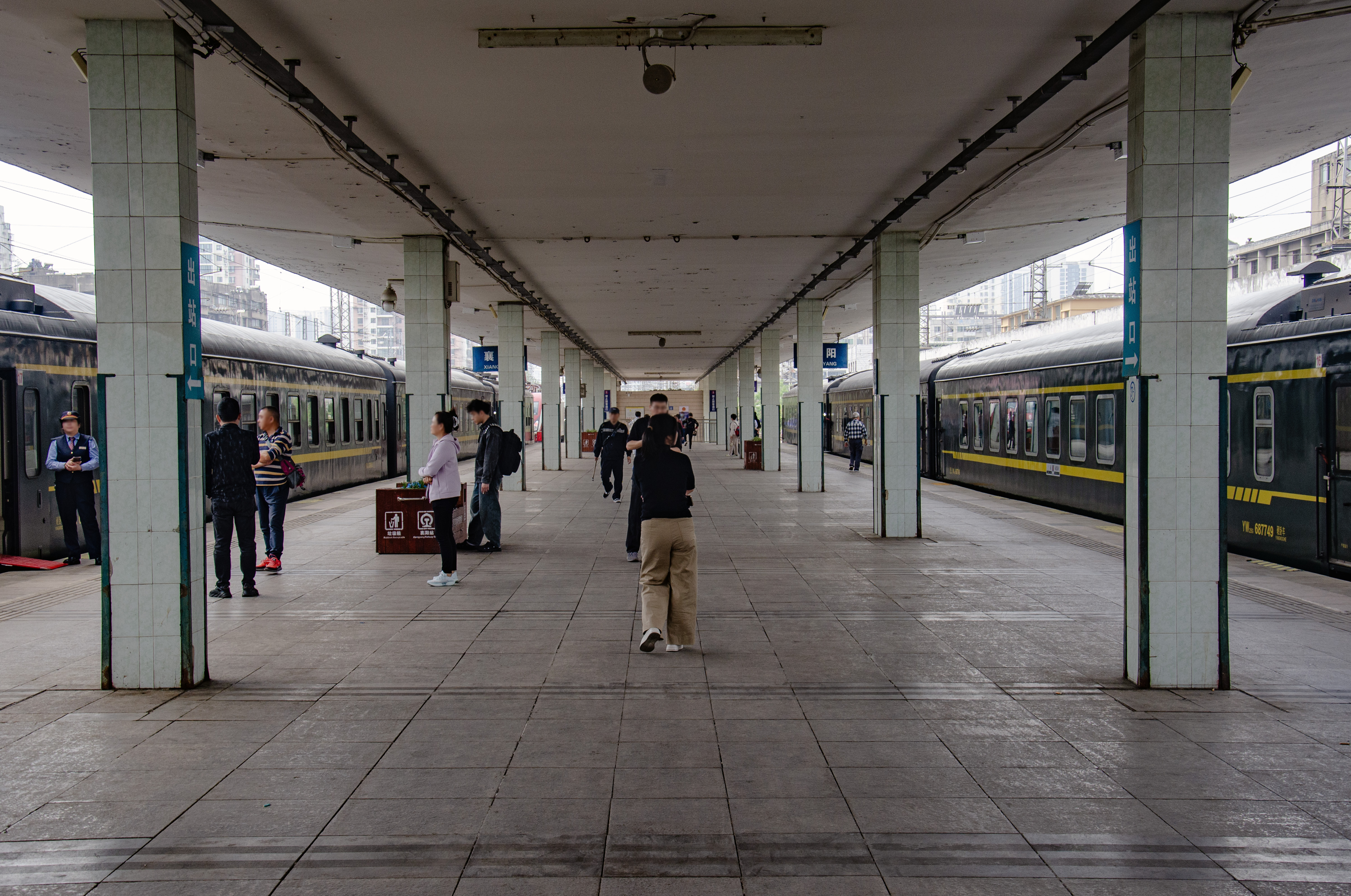
车站站台

襄阳站站场设有2条正线、7条客车到发线（其中1条和正线共用）、2条货车到发线、4条调车线、1条机走线。并设有通往下河线、清河口、港口、棉纺厂、燃料公司、热电厂、供电局、石油公司、化建公司、材料厂、金属公司、林业公司、湖北制药厂、三利达、石油公司油库等单位的专用线共14条。襄樊客机折返段和存车场（旧客整所）位于车站南咽喉东西两侧，襄樊客整所和客车段位于车站北咽喉，被焦柳铁路上下行正线外包。
车站用于接发列车共有站台4个:284，其中宽11米的基本站台1座、宽13米岛式站台1座、宽12米的中间站台2座。各站台和站房间通过5.2米和6.05米的2座旅客进出站地道，和1座宽3米的行包邮政地道连接。
车站对侧设有综合性货场一处，共设货物线8条，其中卸煤线2条、集装箱装卸线2条、长大笨重货物线1条、散堆装货物线1条、整车零担货物线2条。

## 下辖场站所
襄阳站行政组织自2005年3月18日起由中国铁路武汉局集团有限公司直属，属其下辖运输站段中的车务机构。截至2021年，车站下辖场站有:284-285：
- 汉丹铁路10站：平林站、马坪站、随州站、厉山站、唐县镇站、随阳店站、兴隆集站、枣阳站、琚湾站、襄州站，其中襄州站于2012年7月1日（时称襄阳东站）交车站管理，余下汉丹铁路车站于2006年3月随随州车务段撤销而移交车站。
- 武西高速铁路5站（不计枣阳站）：安陆西站、随州南站、随县站、襄阳东站（另有郑渝高速铁路经过）、隆中站，2019年11月29日交车站管理。
- 小厉铁路3站：高城站、殷店站、草店镇站。
- 焦柳铁路6站：襄阳南站、余家湖站、王树岗站、朱市站、宜城南站、上大堰站。

另管理襄阳动车基地，为五等站。

## 接驳交通
襄阳站站前广场面积11000平方米，并设有环绕站前广场的人行天桥通向邻接街道对面。站前广场东侧设有出租车停靠点和停车场，经地下通道或人行天桥可接驳襄阳公交。